# 편종

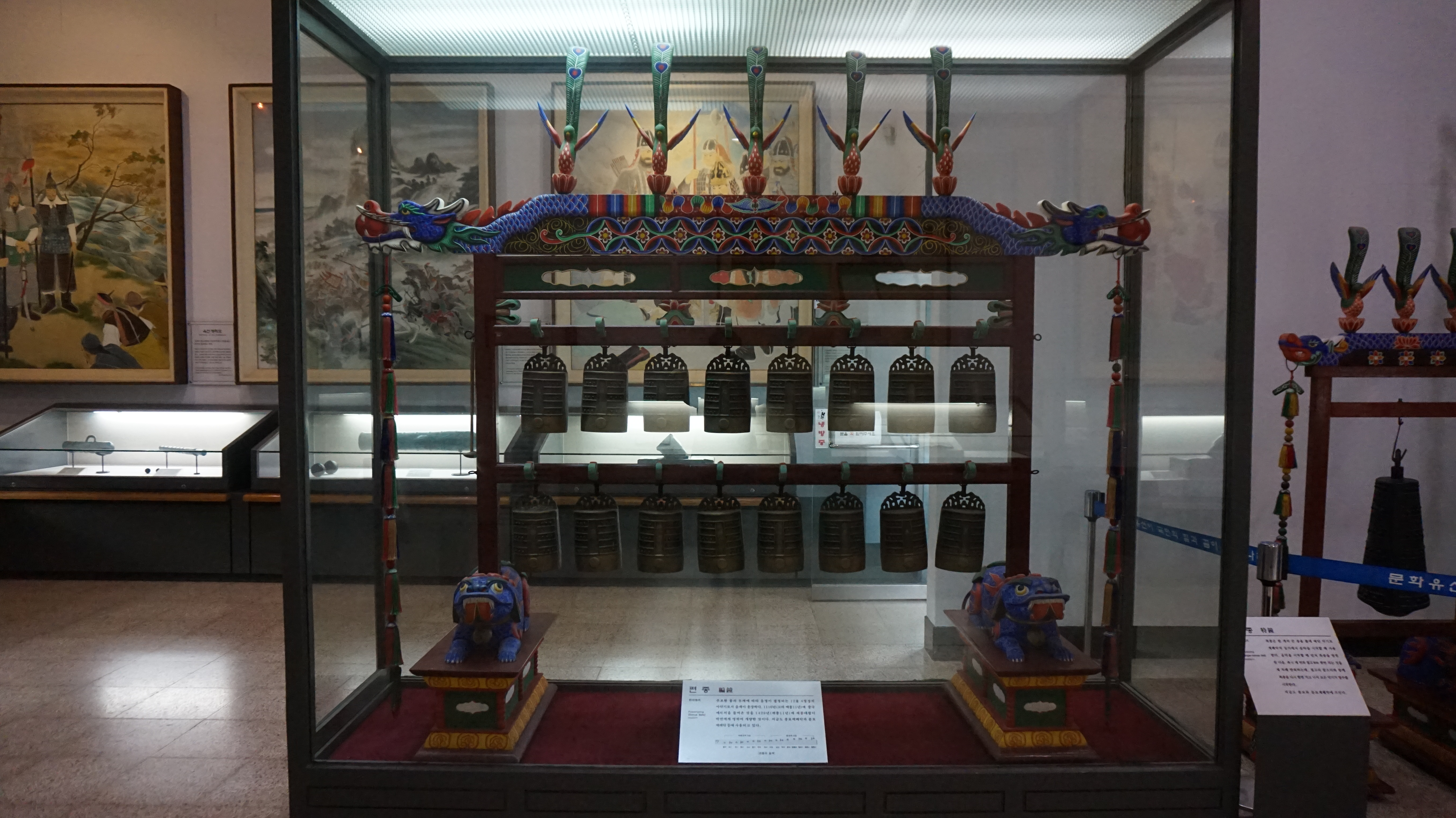
편종

편종(編鐘, serial bells)은 한국의 전통 악기이다. 주로 궁중 아악에서 사용되었다. 두 층으로 나뉜 나무 걸이에 작은 구리종을 8개씩 매달아 놓은 악기이다. 두께에 따라 소리가 달라지며 12음계가 모두 갖춰져 있다. 크기는 모두 같다. 소리는 웅장하면서도 날카롭다. 증보문헌비고에 의한 악기 분류법 중 금부에 속한다.
나무틀에 각각 다른 음을 내는 조그만 종을 16개 매달아 채로 쳐서 높고 낮은 음을 낸다. 중국에서 상고시대부터 쓰던 악기로 한국에는 고려 예종 11년에 들어왔고 조선 세종 때에는 박연(朴堧)에 의하여 정리 제작되었다. 문묘제례악·종묘제례악·연례악 등에 쓰이며 합주에 웅장한 효과를 더해준다. 종을 매다는 틀은 두 단으로 되었고, 한 단에 8개씩 16개 종을 차례로 매단다. 틀에는 여러 가지 장식이 붙어 있다. 구멍이 뚫린 장방형 방대(方臺) 위에 목사자(木獅子) 한 쌍을 얹고 여기에 틀이 세워진다. 틀 위의 양편은 용두(龍頭)가 조각되어 있고 색사유소(色絲流蘇)를 늘어놓았다. 대의 꼭대기에는 목공작(木孔雀) 5개를 꽂아 놓았다. 연주자는 대 앞에 앉아 오른손에 채를 들고 치는데, 채는 각퇴(角槌)라 부르며, 암소 뿔로 공이를 만들고 뭇푸레(靑苔木) 자루에 꽂아 친다. 종은 모두 크기가 같되 두께의 차이로 높은 음과 낮은 음이 난다. 조율은 12율 4청성으로 되었고 음넓이는 황종(다·c)에서 협종(올림라1·d1 sharp)까지이다. 아랫단은 오른편에서 왼편으로 반음씩 높아가고 윗단은 그와 반대로 반음씩 높아간다.

## 한국의 편종
한국에서는 1116년에 편종이 송나라로부터 들어왔다. 그러나 음률이 맞지 않고 종의 수도 부족해 문제점이 많았다. 그리하여 1429년(세종11년)에 주종소(鑄鐘所)를 설치해 독자적으로 편종을 만들었다. (악학궤범에따르면 각퇴로 종 아래정면에 둥근수를 치고 아악은 황종부터임종까지 아랫단 바른손으로친다)

## 같이 보기
- 한국 전통 악기
- 카리용